# Benoît Raclet
Benoît Raclet, né le 7 avril 1780 à Roanne (Loire) de Philibert Raclet, procureur au bailliage de Roanne, et de Germaine de La Farge, et mort le 4 mai 1844 à Saint-Germain-en-Brionnais (Saône-et-Loire), est un inventeur français.

## Biographie
Il est l'inventeur de l'échaudage de la vigne.
Il épousa la fille du propriétaire du Château des Gimarets à Romanèche-Thorins. 
Greffier au tribunal civil de Roanne (mais démis de ses fonctions en 1815) et propriétaire viticole à Romanèche-Thorins, il découvrit le remède pour se débarrasser du « ver coquin », la pyrale, insecte qui dévasta les vignes dans la première moitié du XIXe siècle, surtout dans le Mâconnais.
Dans son hameau de La Pierre, la treille verte et vigoureuse était arrosée quotidiennement d’eau de vaisselle chaude venue de la cuisinière des Raclet. Il fit donc des essais d’échaudage qui firent rire mais des experts conclurent que le « procédé Raclet » était le plus économique, le plus efficace et le seul susceptible d’être appliqué en grand dans les vignobles.
Il mourut dans l’oubli à Saint-Germain-en-Brionnais en 1844. Une statue fut édifiée en son honneur le 2 octobre 1864 à Romanèche-Thorins.
Reconnaissants envers Benoît Raclet, les vignerons de Saône-et-Loire honorent tous les ans sa mémoire en organisant la fête Raclet, à la fin du mois d'octobre, à l'occasion de l'exposition-marché des vins du Mâconnais et du Beaujolais. C'est la première « grande sortie » de toutes les appellations beaujolaises. Elle permet de voir ce que donneront les vins du millésime.
À Romanèche-Thorins se trouve la maison de Benoît Raclet, « docteur de la vigne ».
Depuis 1980, la place principale de Romanèche-Thorins porte le nom de place Benoît Raclet.
Léon Foillard, alors maire de Romanèche-Thorins, publia en 1934 une monographie intitulée ''Un sauveur de la vigne Benoît Raclet ; Histoire d'une grande découverte en Beaujolais et Mâconnais''.